# Mecklenburgstraße

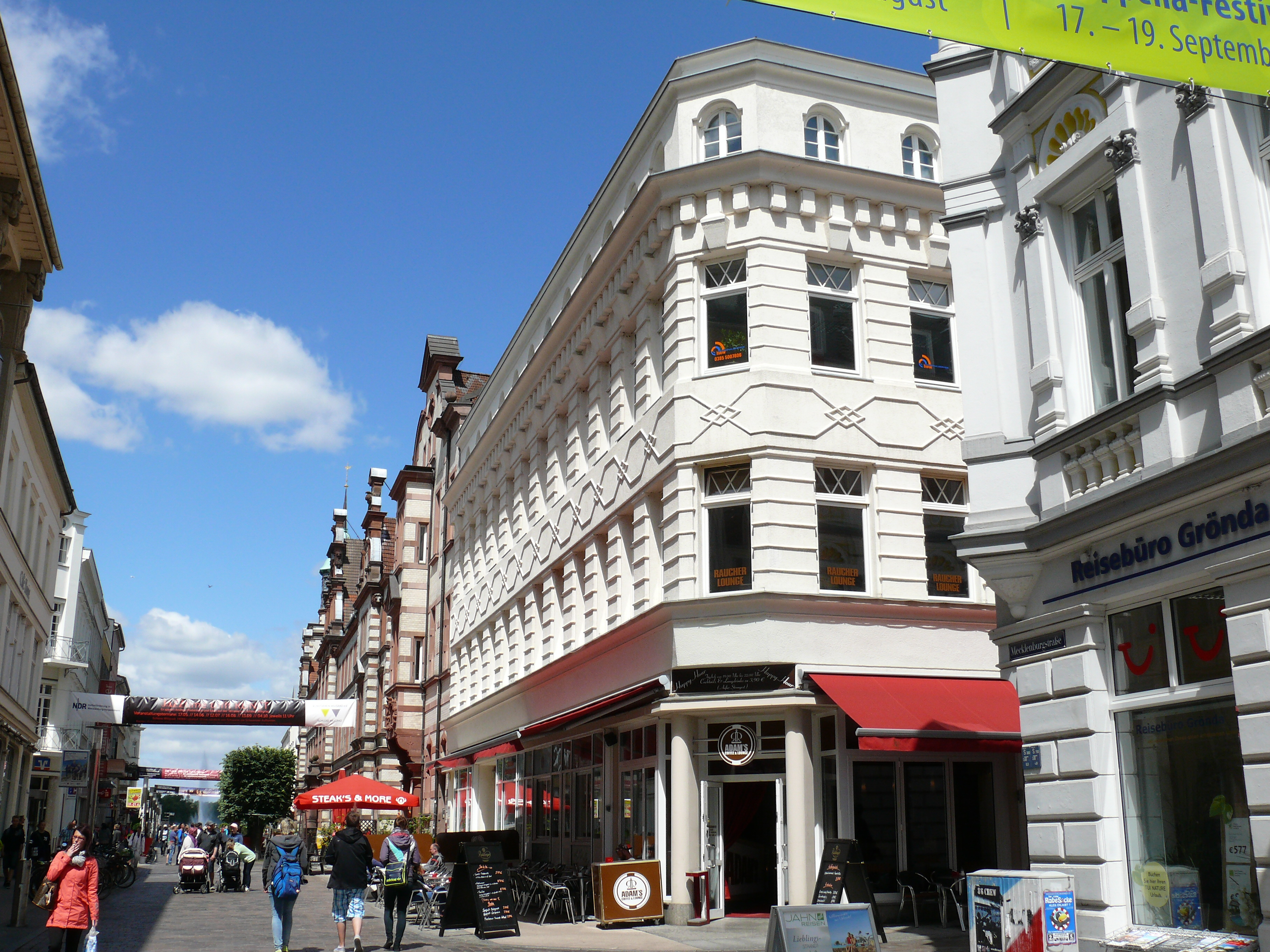
Nr. 10–12: Bank

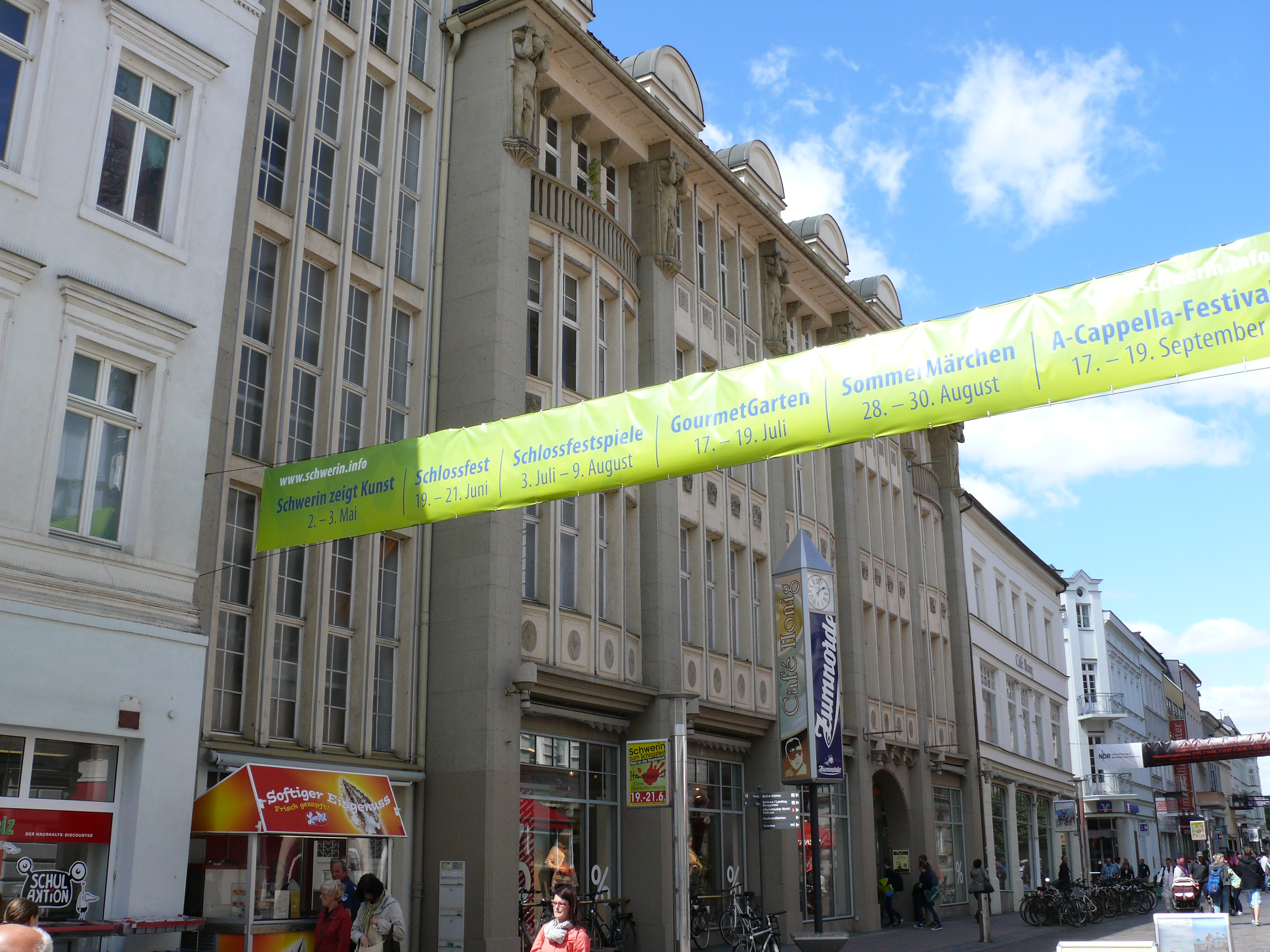
Nr. 19–23: Kaufhaus Kressmann

Die Mecklenburgstraße ist die 1000 Meter lange zentrale Einkaufsstraße in Schwerin. Sie führt von der Altstadt in Nord-Süd-Richtung vom Pfaffenteich / Arsenalstraße bis zur Graf-Schack-Allee / Platz der Jugend in der Feldstadt.

## Nebenstraßen
Die Neben- und Anschlussstraßen wurden benannt als Arsenalstraße nach dem Arsenal am Pfaffenteich, Schmiedestraße nach dem Beruf, Helenenstraße nach Helene Erbherzogin von Mecklenburg-Schwerin, 3. Enge Straße nach der Enge der Gasse, Schloßstraße nach dem Schweriner Schloss zu dem sie führt (früher Mühlen- und Burgstraße), Klosterstraße (1851 Hinterm Klosterhof) nach dem Franziskanerkloster Schwerin (1236–1548), Geschwister-Scholl-Straße nach den Widerstandskämpfern, Heinrich-Mann-Straße nach dem Schriftsteller, unbenannter Weg, Graf-Schack-Allee nach dem Dichter, Kunst- und Literaturhistoriker Adolf Friedrich von Schack (1815–1894) und Platz der Jugend.

## Geschichte

### Name

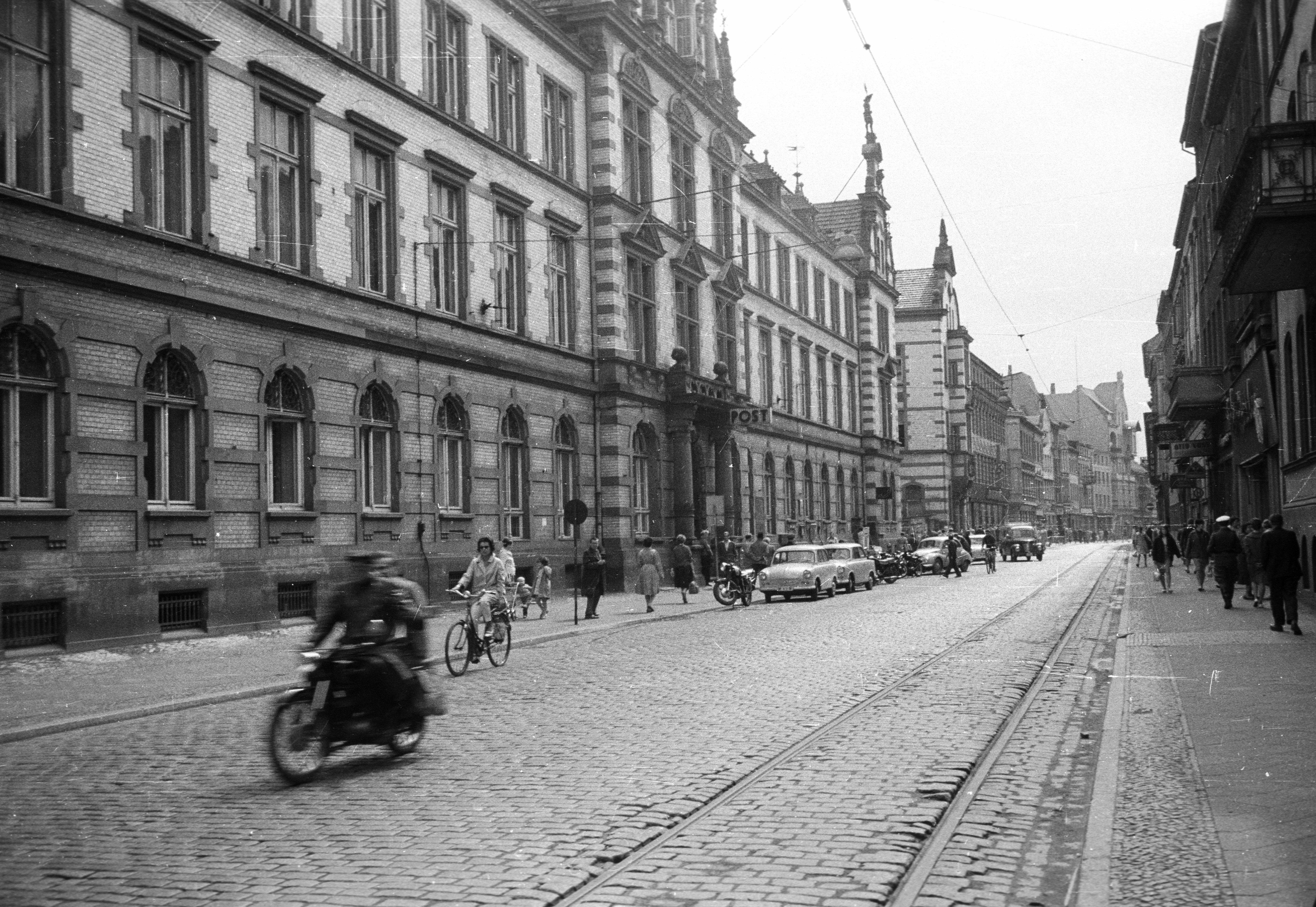
1962: Straße der Nationalen Einheit

Um 1846 wurde der nördliche Teil bis zur Schmiedestraße als Poststraße benannt und der südliche Teil hieß nach wie vor Fließgrabenstraße bis zur damaligen Mühlenstraße, der heutigen Schloßstraße. 1874 bis 1939 hieß sie Kaiser-Wilhelm-Straße und danach bis 1950 Bismarckstraße.
Ab 1950 hieß die Straße schließlich Straße der Nationalen Einheit. Nach 1971 bis um 1991 wurde sie die Hermann-Maternstraße, benannt nach dem in Berlin wirkenden Politiker der KPD und SED (1893–1971). 1991, als die früher im Namen enthaltene Nationale Einheit erreicht war, wurde sie zur Mecklenburgstraße.

### Entwicklung

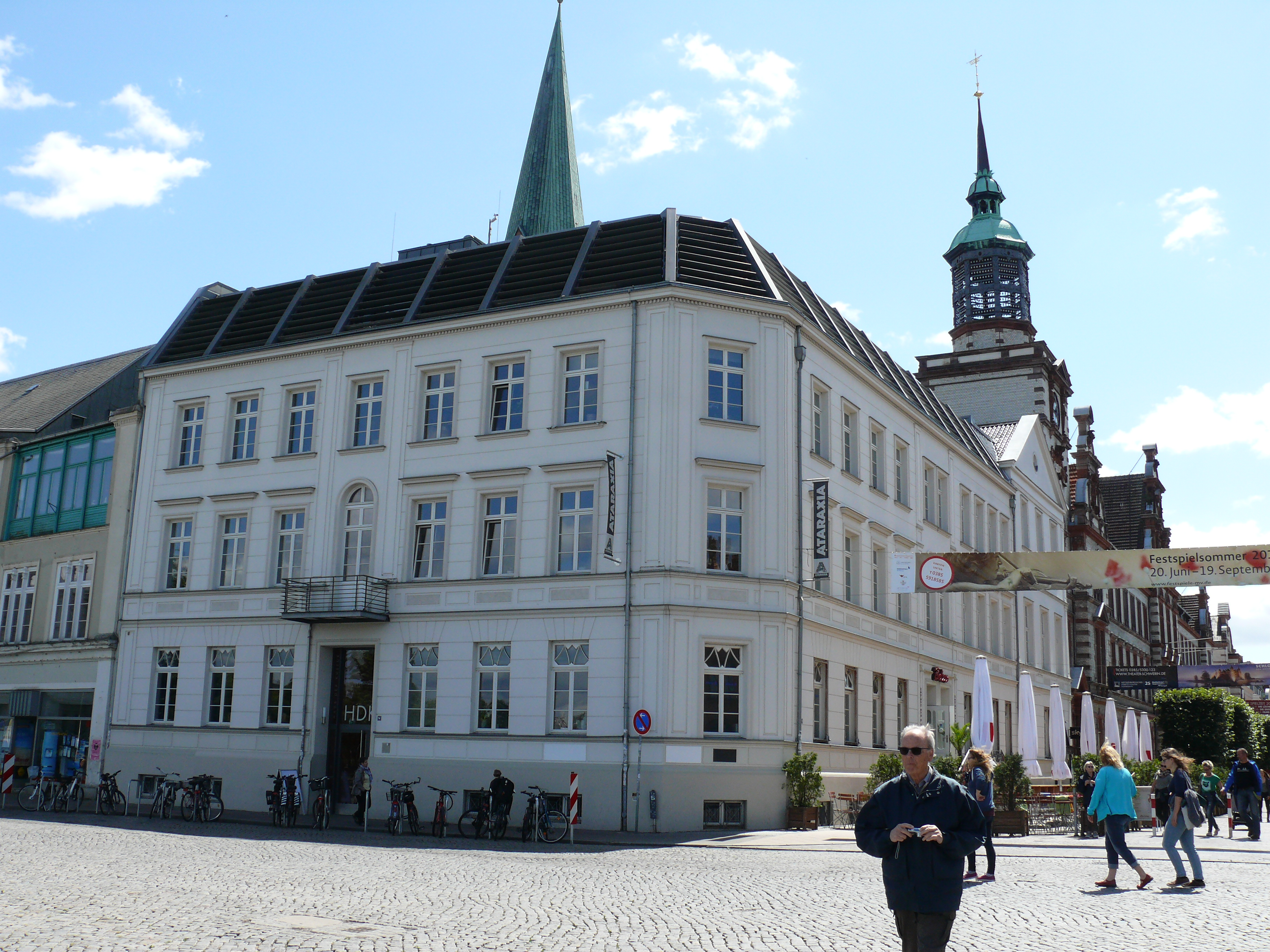
Nr. 2: Haus der Kultur

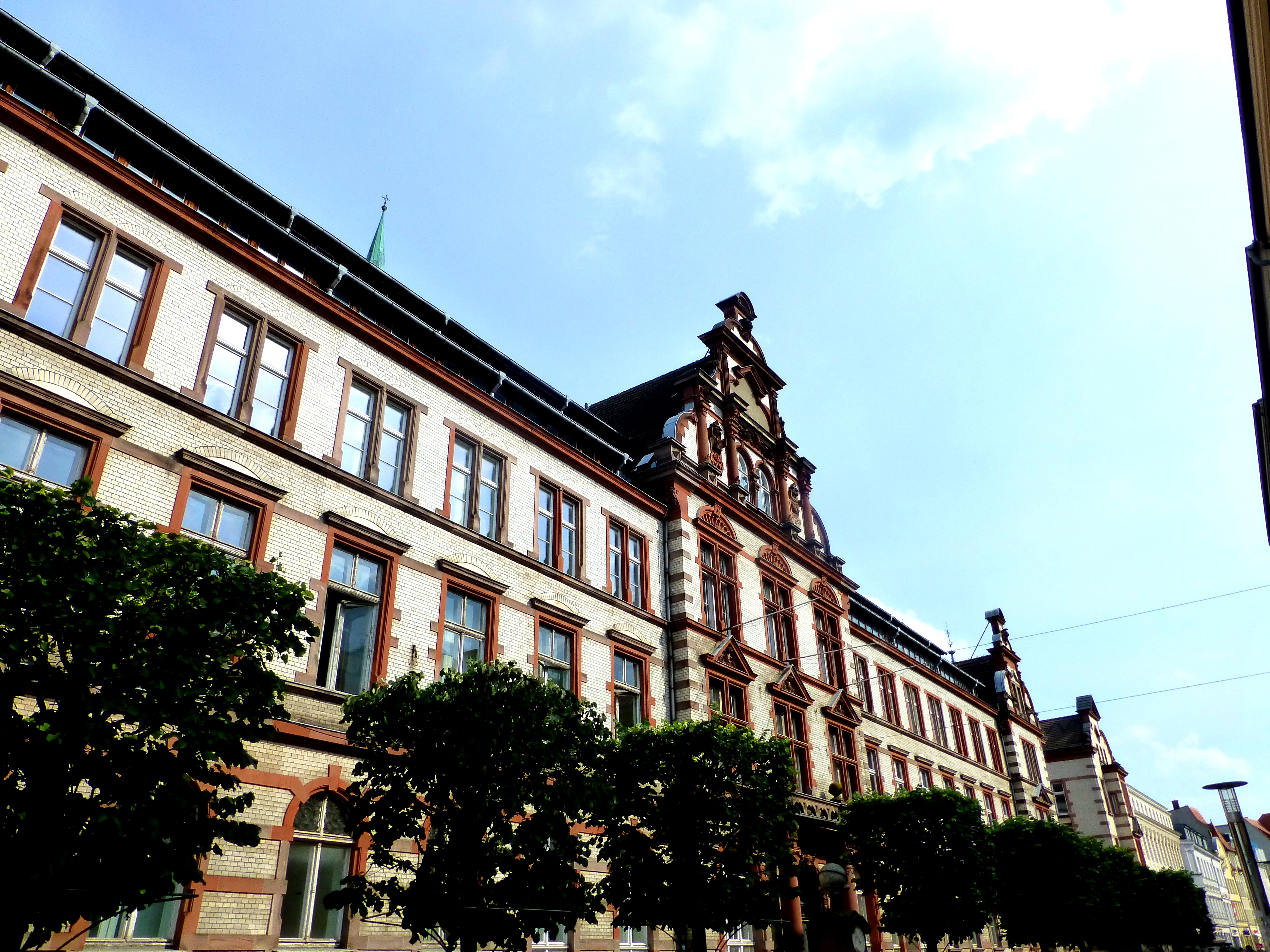
Nr. 4/6: Hauptpost Schwerin, Neorenaissance

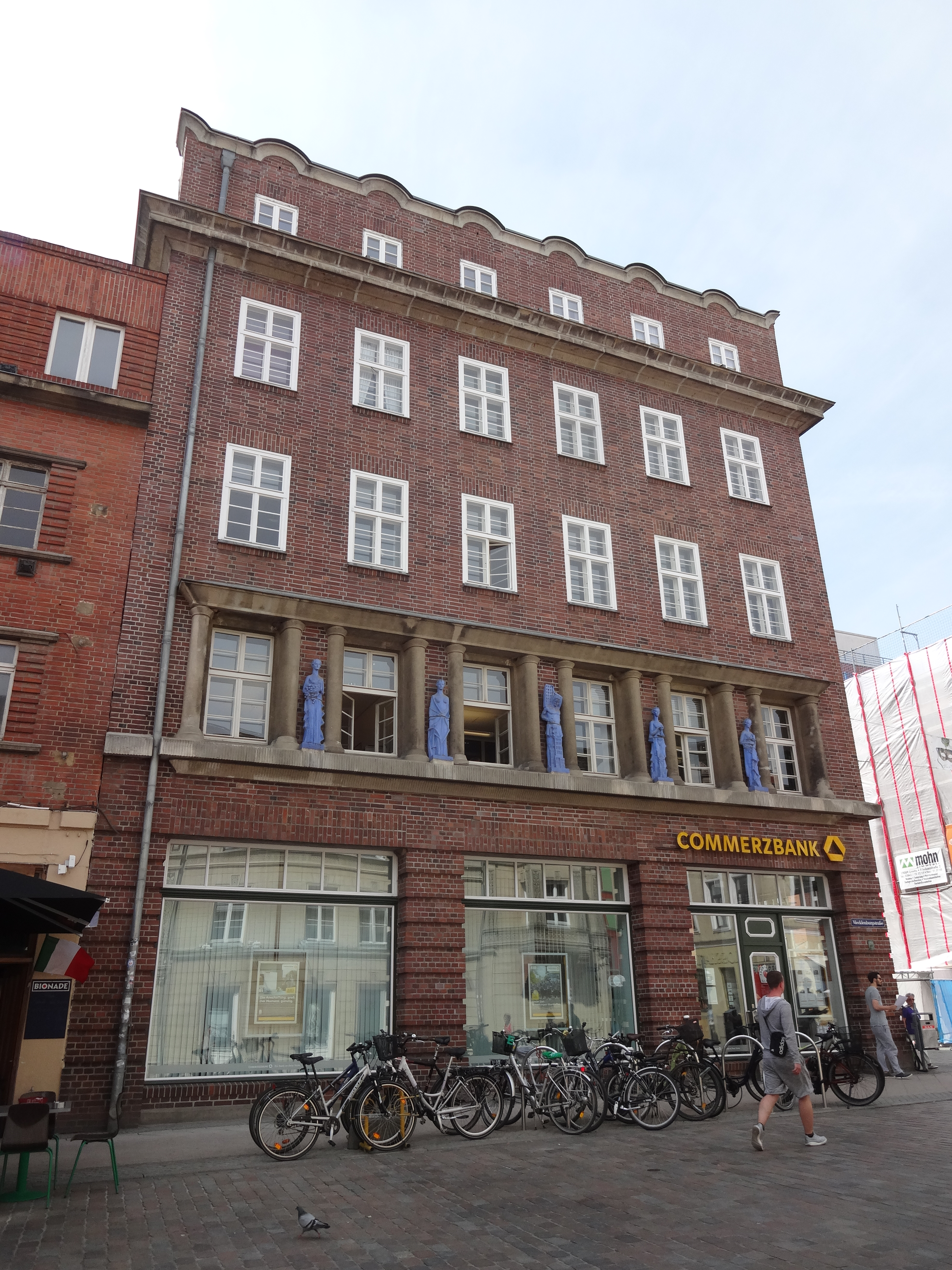
Nr. 41/43: 1920er Jahre

Im Mittelalter (Karte von nach 1340) befand sich östlich der Straße zwischen Pfaffenteich (früher Mühlenteich) und Mühle (heute Ecke Schloßstraße) die Stadtmauer. Westlich der Mauer war der Fließgraben, der weiter neben der Straße Hinterm Klosterhof (heute Klosterstraße) zum Burgsee floss.
Die Straße führte noch im 19. Jahrhundert als beidseitiger Weg am Fließgraben vom Pfaffenteich und endete an der Mühlenstraße (heute Schloßstraße). Die mittelalterliche, bis 1853 betriebene Grafenmühle erhielt so ihr Wasser.
Die Binnenmühle Schwerin (Schloßstraße 30, Ecke Mecklenburgstraße), Grafenmühle genannt, war eine Wassermühle in Schwerin, die seit 1217 rund 700 Jahre lang eine bedeutende Rolle für die Stadt spielte.
Schlossbaumeister Georg Adolf Demmler baute 1842 sein erhaltenes Wohn- und Bürohaus an der Ecke Fließgraben (heute Mecklenburgstraße) und Kütergang (heute Arsenalstraße). Um 1846 entstand die ehemalige Alte Post und sie veränderte erheblich das Straßenbild bis zur Schmiedestraße; 1892 bis 1897 wurde die größere Hauptpost Schwerin an gleicher Stelle gebaut.
Eine zunehmende Bebauung erfolgte von 1843 bis zum Ende des 19. Jahrhunderts im nördlichen Teil bis zur Schloßstraße. Erst danach wurden nördliche Bereiche des Burgsees mit Hausmüll und Bauschutt verfüllt. Mit dem Straßenausbau wurde der Fließgraben verrohrt. Ab um 1908 bis in die 1950er Jahre verkehrte auf einem Gleis die Straßenbahn. 1926 entstand das Textilhaus von Rudolf Honig und Carl Kreßmann (1897–1975), das 1946 enteignet wurde und seit 1991 als Kaufhaus Kressmann wieder betrieben wird. In den 1970er Jahren erfolgte im Nordteil der Straße ein Umbau; die nun als niveaugleiche Fußgängerzone auch als Boulevard bezeichnet wurde.
Im Rahmen der Städtebauförderung wurde 1991 das Gebiet der Altstadt von Schwerin Sanierungsgebiet und ab Mitte der 1990er erfolgte im nördlichen Bereich der Umbau der Straße zu einer Fußgängerzone und einer der Haupteinkaufsstraßen von Schwerin. Nach der Sanierung des Marienplatzes verlagerte sich der Einkaufsschwerpunkt etwa zu diesem Verkehrsknotenpunkt.
Verkehrlich wird die die Straße am nahen Marienplatz von den Straßenbahnlinien 1, 2 und 4 sowie den Buslinien 5, 7, 10, 12, 14 und 19 der Nahverkehr Schwerin GmbH erschlossen.

## Gebäude, Anlagen

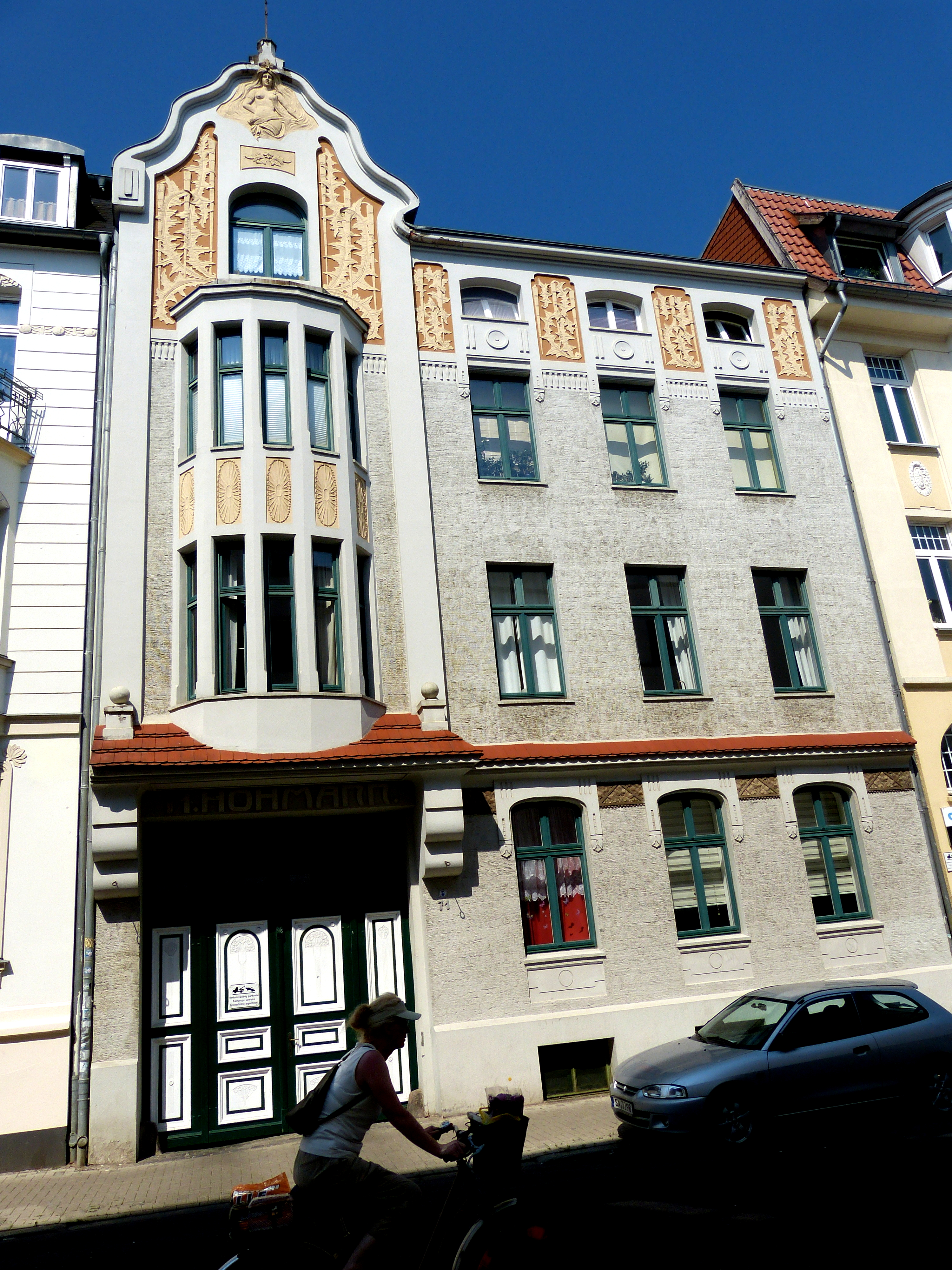
Nr. 71, Jugendstil

An der Straße stehen zumeist drei- bis fünfgeschossige Gebäude. Die mit (D) gekennzeichneten Häuser stehen unter Denkmalschutz.
- Nr. 1/Arsenalstraße Nr. 10: 3-gesch. historisierendes Demmler-Haus als Wohn- und Geschäftshaus im Tudorstil (D), ehemaliges Wohnhaus von 1843 vom Architekten Georg Adolf Demmler (1804–1886) mit achteckigem Ecktürmchen[3], heute u. a. mit Kundenservice der Stadtwerke Schwerin (SWS)
- Nr. 2/Arsenalstraße 8: 3-gesch. klassizistisches Haus der Kultur (HDK) (D), ehemals Stern’s Hotel, dann Sitz des Kulturbundes, heute u. a. Sitz der Friedrich-Ebert-Stiftung und von Restaurants
- Nr. 3: 3-gesch. Wohn- und Geschäftshaus (D) mit Mansarddach
- Nr. 4/6: 3-gesch. historisierende Hauptpost Schwerin von 1897 im Stil der Neorenaissance (D) mit seitlichem 7-gesch. Uhrenturm; drei prägende barockisierende Giebelrisalite nach Plänen vom Geheimen Postbaurat Ernst Hake; Gedenktafel gegen Faschismus und Krieg. Zuvor: Ab 14. Jh. Gebäude der Bischofsresidenz mit Bischofshof, um ab 1821 bis 1843 Standort der Artillerie-Batterie und Prinzenhof, 1846 bis 1892 3-gesch. Altes Postamt
- Nr. 5: 3-gesch. Wohn- und Geschäftshaus und Hofgebäude (D) mit mittlerem Giebelrisalit
- Nr. 7: Wohn- und Geschäftshaus (D)
- Nr. 8: 3-gesch. Gebäude mit prägendem Treppengiebel, heute Restaurant und Büros
- Schmiedestraße 23: 3-gesch. Wohn- und Geschäftshaus mit einer Bank
- Nr. 9: 3-gesch. Wohn- und Geschäftshaus (D)
- Nr. 10/12: 4-gesch. Bankgebäude, ehemals Kaufhaus (D)
- Nr. 17: 3-gesch. Bankhaus, bis 1996 saniert nach Plänen von Joachim Brenncke, Schwerin
- Nr. 18: 3-gesch. Büro- und Geschäftshaus (D) mit Rundgiebel
- Nr. 19/21/23: 4-gesch. Kaufhaus Kressmann von 1926 (D) mit seitlichem 6-gesch. Turmteil nach Plänen von Hans Stoffers; 1951 enteignet, ab 1991 Rückgabe und saniert (siehe auch Konrad Kreßmann und Carl Kreßmann)
- Nr. 20: Wohn- und Geschäftshaus (D)
- Nr. 22: 4-gesch. Wohn- und Geschäftshaus
- Nr. 23: Warenhaus Kressmann von 1926
- Nr. 24: 4-gesch. Wohn- und Geschäftshaus mit Giebelteil, Loggien und Erkern
- Nr. 26: 4-gesch. Wohn- und Geschäftshaus mit Restaurant
- Nr. 28: Wohn- und Geschäftshaus (D)
- Nr. 30: 2-gesch. Wohn- und Geschäftshaus mit Fachwerk
- Nr. 31: 3-gesch. Wohn- und Geschäftshaus (D), ehem. Speicher
- Nr. 32: 3-gesch. Wohn- und Geschäftshaus (D)
- Nr. 36: Wohn- und Geschäftshaus (D)
- Nr. 43: Gebäude Schloßstraße 30: 3- bis 4-gesch. Wohn- und Geschäftshaus mit Petermännchen-Apotheke, früher  Binnenmühle Schwerin
- Schloßstraße Nr. 32: 4-gesch. Wohn- und Geschäftshaus
- Nr. 41/43 Ecke Schloßstraße 32/34: 5-gesch. Geschäftshaus Schloßstraße 32/34 von 1928 mit Hofgebäude (D); Backsteinfassade mit expressionistischen Einflüssen nach Plänen von Paul Nehls; die keramische Figuren von Maximilian Preibisch gestaltet wurden[4]
- Nr. 53: Gebäude (D) mit dem ehem. Filmtheater Schauburg
- Nr. 59 Ecke Geschwister-Scholl-Straße: 2- und 5-gesch. verklinkertes Geschäftshaus Mecklenburgstraße Ecke Geschwister-Scholl-Straße von 1929 (D) nach Plänen von Hans Stoffers (Schwerin); Haus für Politik, Wirtschaft und Kultur mit der Akademie Schwerin e. V. und einem Tagungszentrum
- Nr. 44-48/Geschwister-Scholl-Straße Nr. 14: 4-gesch. Einkaufszentrum Burgseegalerie von 1998
- Ecke Heinrich-Mann-Straße 14/16: 3-gesch. Wohn- und Bürohaus im Stil der Gründerzeit (D) mit hohem Sockelgeschoss, markantem Ecktürmchen und seitlichem Giebelrisalit
- Ecke Heinrich-Mann-Straße Nr. 17: 3-gesch. Wohnhaus (D)
- Nr. 63 und 65: Zwei 3-gesch. Wohnhäuser im Jugendstil mit Giebeln und Erkern
- Nr. 66 und 68: Zwei freistehende 2-gesch. Wohnhäuser der 1920er Jahre (D) mit Walmdächern
- Nr. 71/73: Zwei 3-gesch. Wohnhäuser (D) im Jugendstil mit seitlichen Giebeln
- Nr. 75: 4-gesch. verputztes Wohnhaus (D) mit mittlerem Zwerchgiebel
- Nr. 77: 4-gesch. verklinkertes Wohnhaus (D) mit zwei seitlichen Giebelrisaliten

Denkmal für Heinrich von Stephan

- Nr. 79: 4-gesch. verklinkertes Wohnhaus mit zwei seitlichen Giebelrisaliten
- Nr. 83/85/87/89/91/93: Sechs 3-gesch. Wohnhäuser (D)
- Nr. 97/99: 4- und 5-gesch. neueres Wohn- und Geschäftshaus von nach 2000
- Graf-Schack-Allee Nr. 12: 3-gesch. Geschäftshaus der IHK zu Schwerin, Ludwig-Bölkow-Haus von 2010 nach Plänen von Büro Hadi Teherani, Hamburg; Belobigung beim Landesbaupreis 2012
- Nr. 103/105: 4-gesch. neueres Wohn- und Geschäftshaus von nach 2000
- Nr. 109/111/113: 4.-gesch. neueres Wohn- und Geschäftshaus von nach 2000
- Parkplatz Mecklenburgstraße
- Graf-Schack-Allee Nr. 20: 4- und 5-gesch. neues Geschäftshaus von nach 2000 mit der Zentral-Apotheke Graf Schack

### Denkmale, Gedenken
- Denkmal vor dem Postgebäude Nr. 4/6 für Heinrich von Stephan von Wilhelm Wandschneider
- Stolpersteine Schwerin bei Gebäude
  - Nr. 65: Für Otto Rosenbaum (1875–1943) und Stefanie Rosenbaum (1866–1943), beide ermordet im KZ Sobibor
  - Nr. 89: Für Dr. John Bonheim (1876–1942) ermordet, Margarete Bonheim (1888–1942), ermordet in Chelmno/Kulmhof

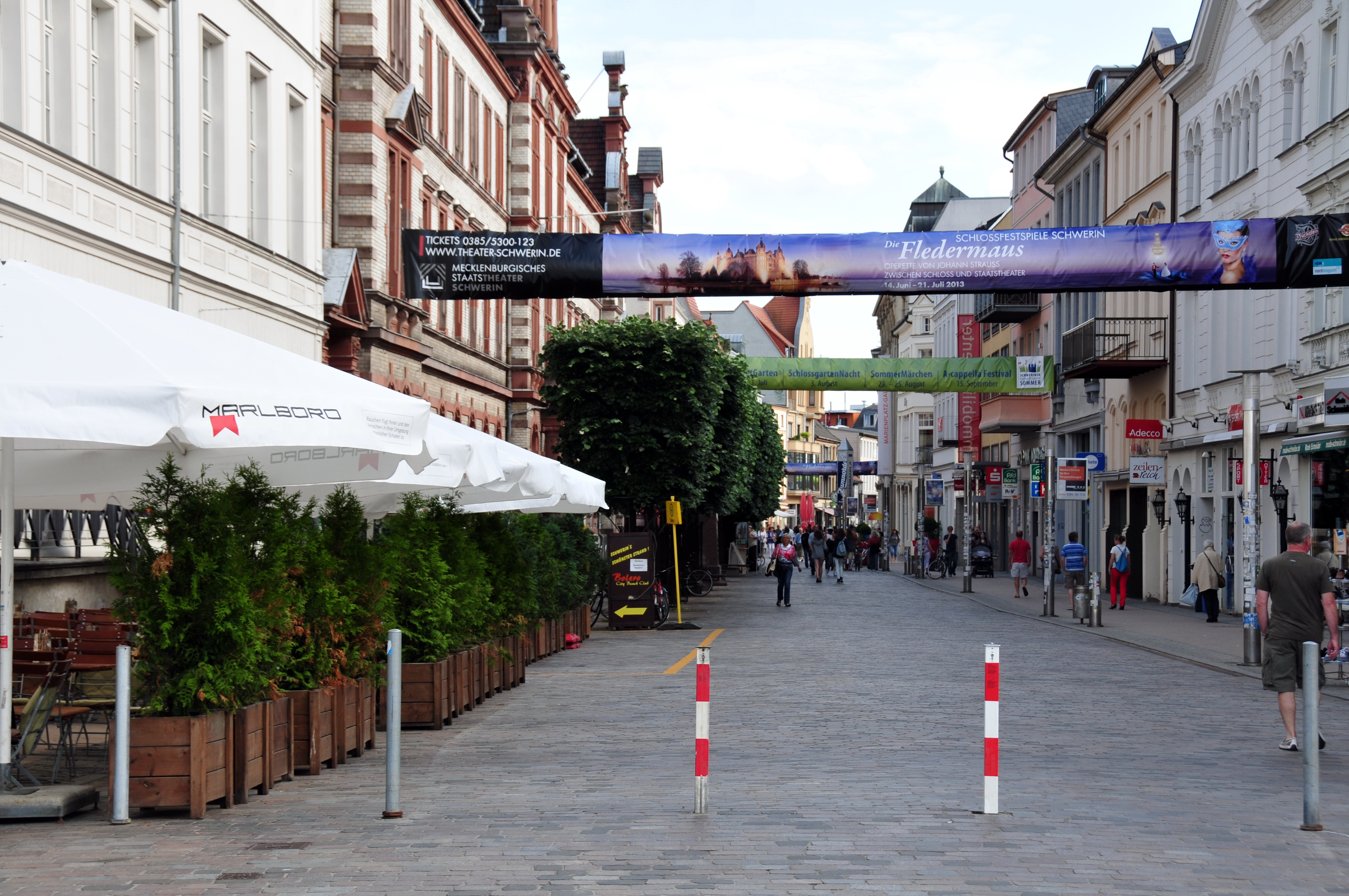
Straße: Südblick
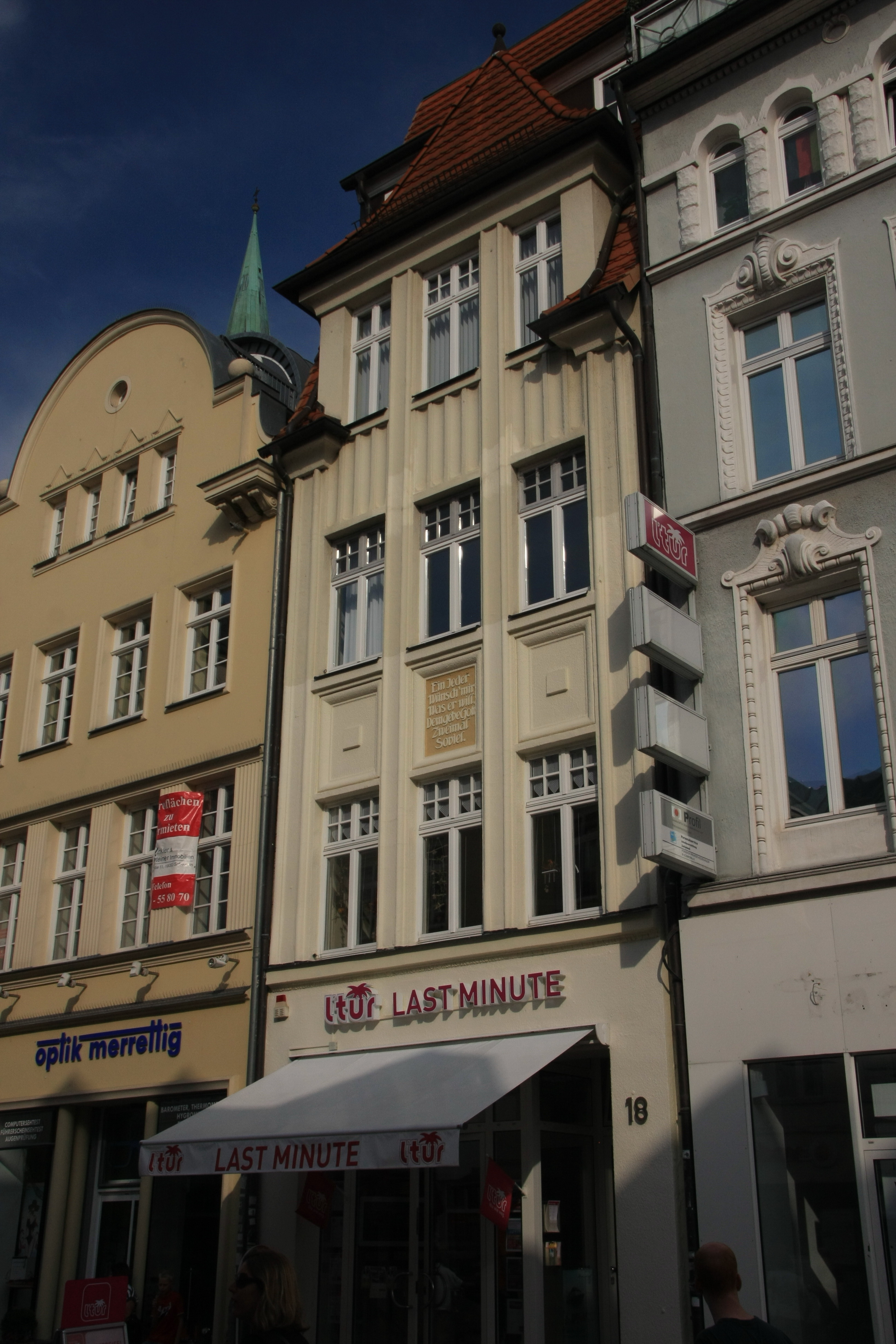
Nr. 18/20
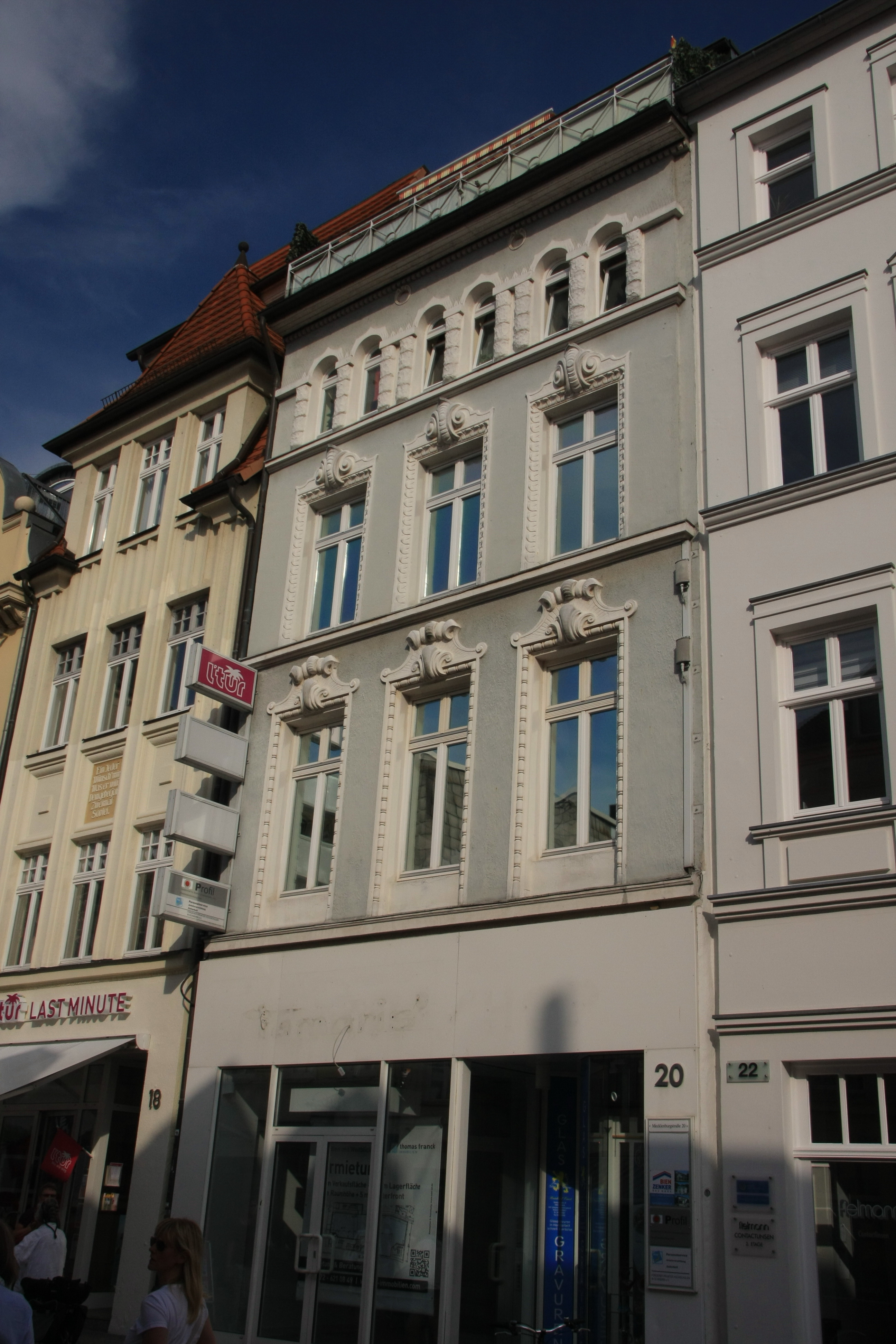
Nr. 20
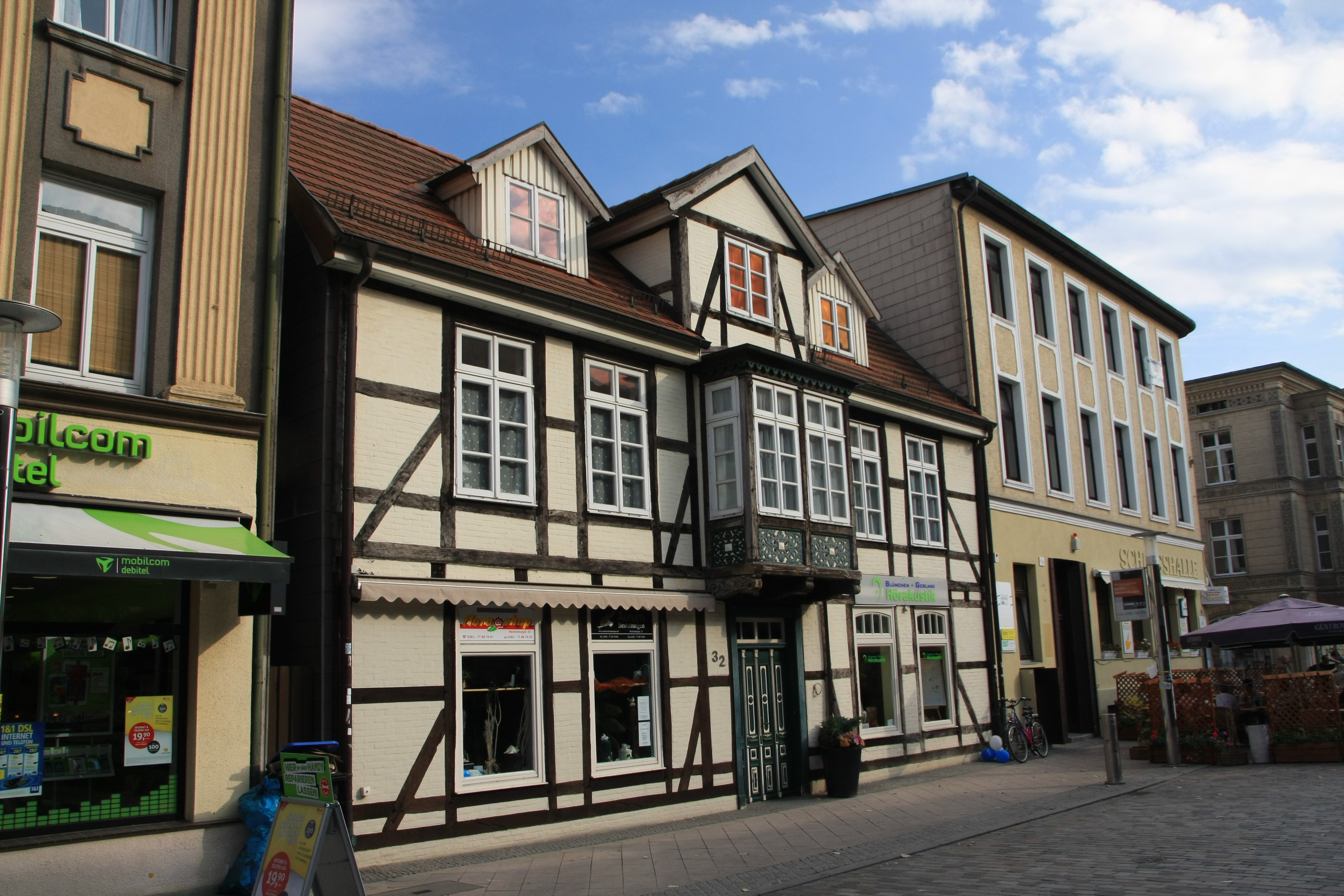
Nr. 32
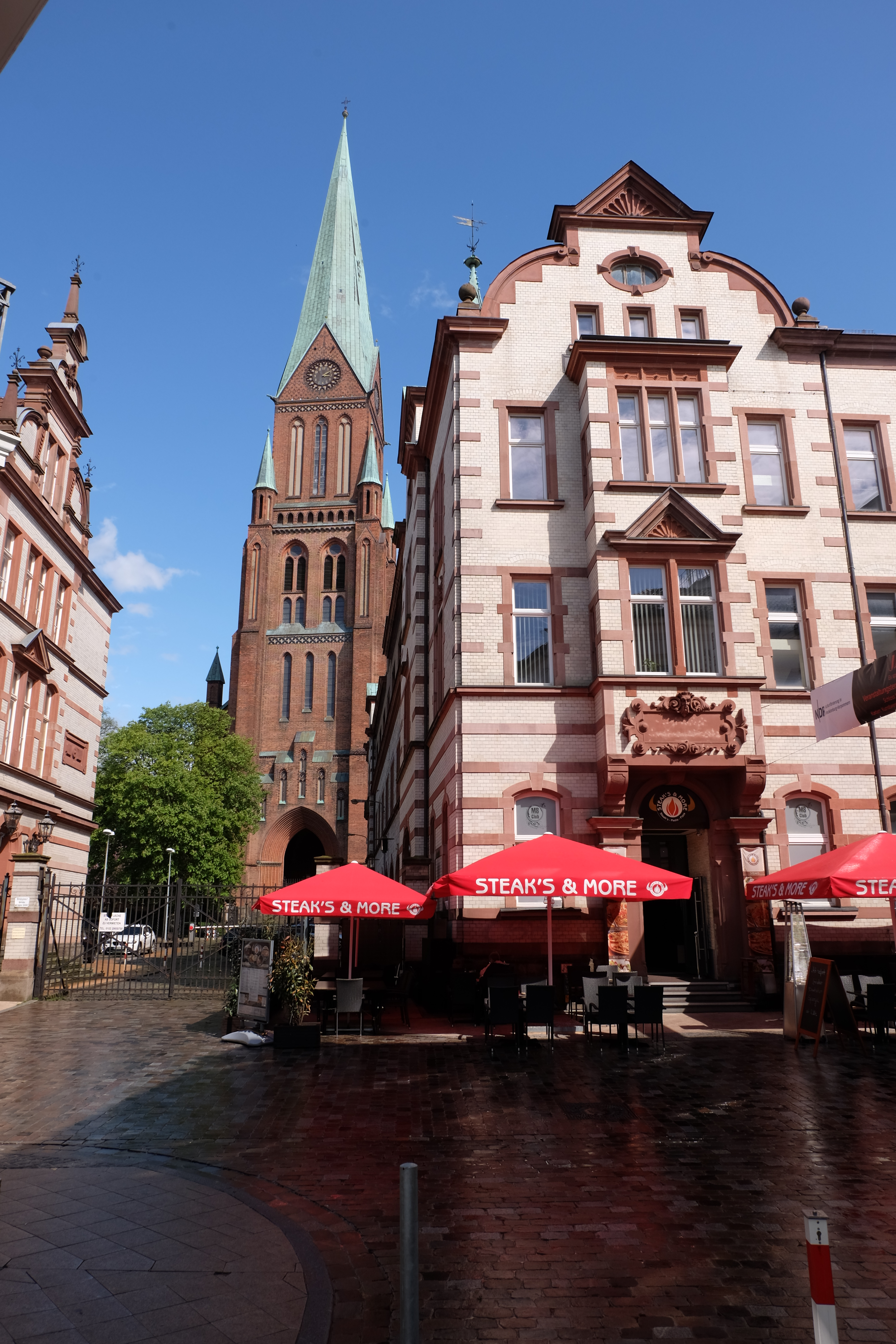
Nr. 8 und Dom
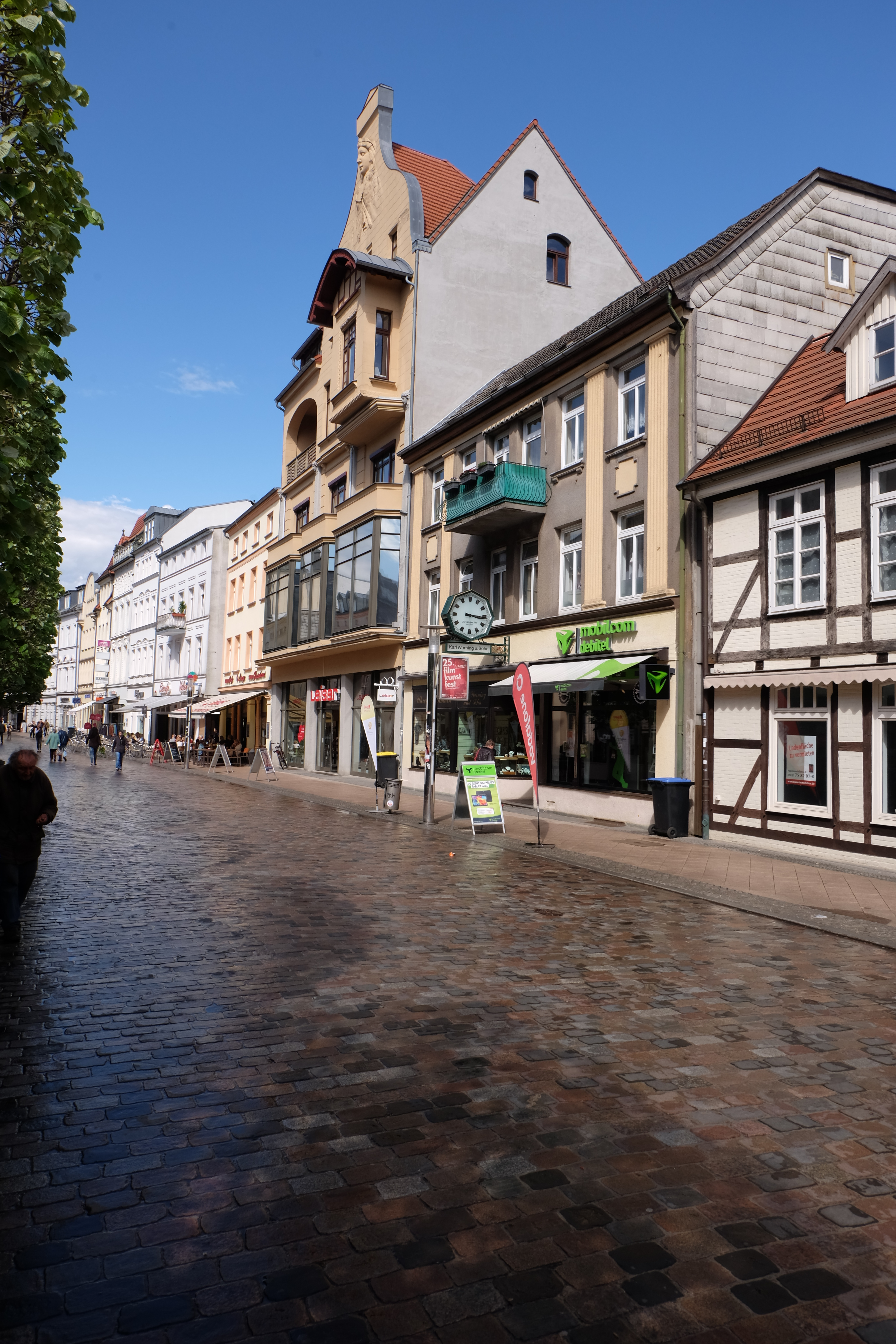
Nordblick ab Nr. 30
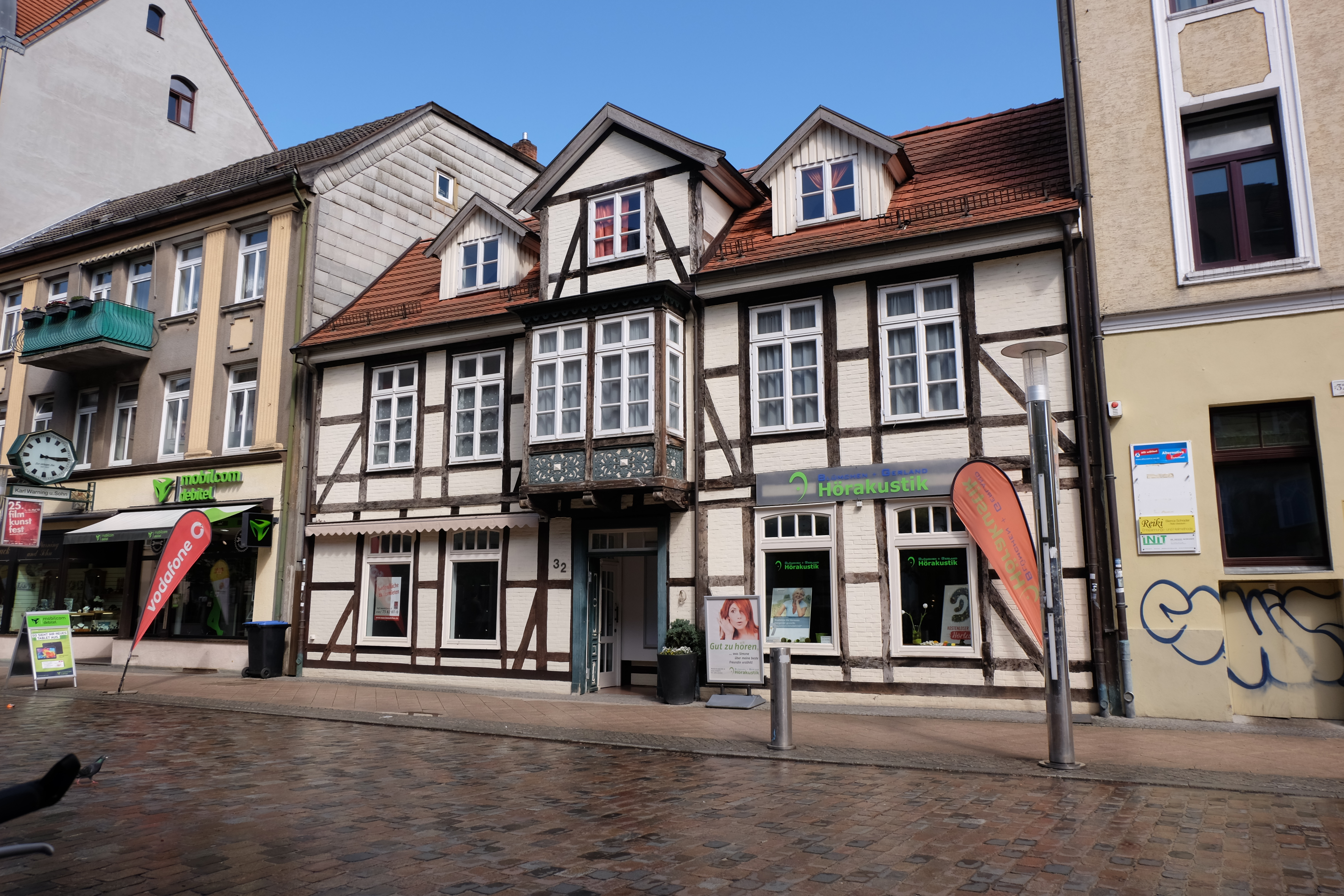
Nr. 28 und 30
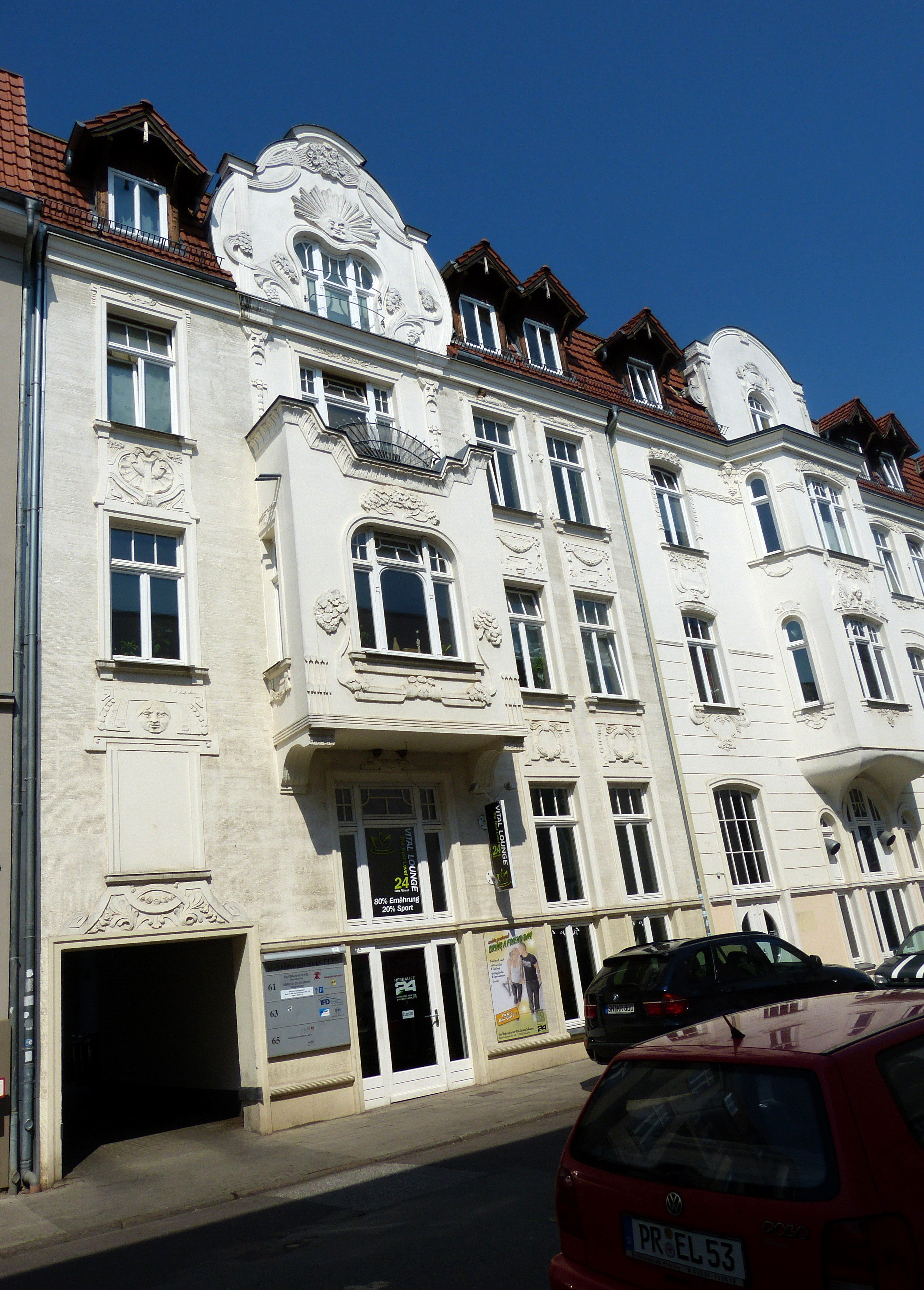
Nr. 63/65: Jugendstil
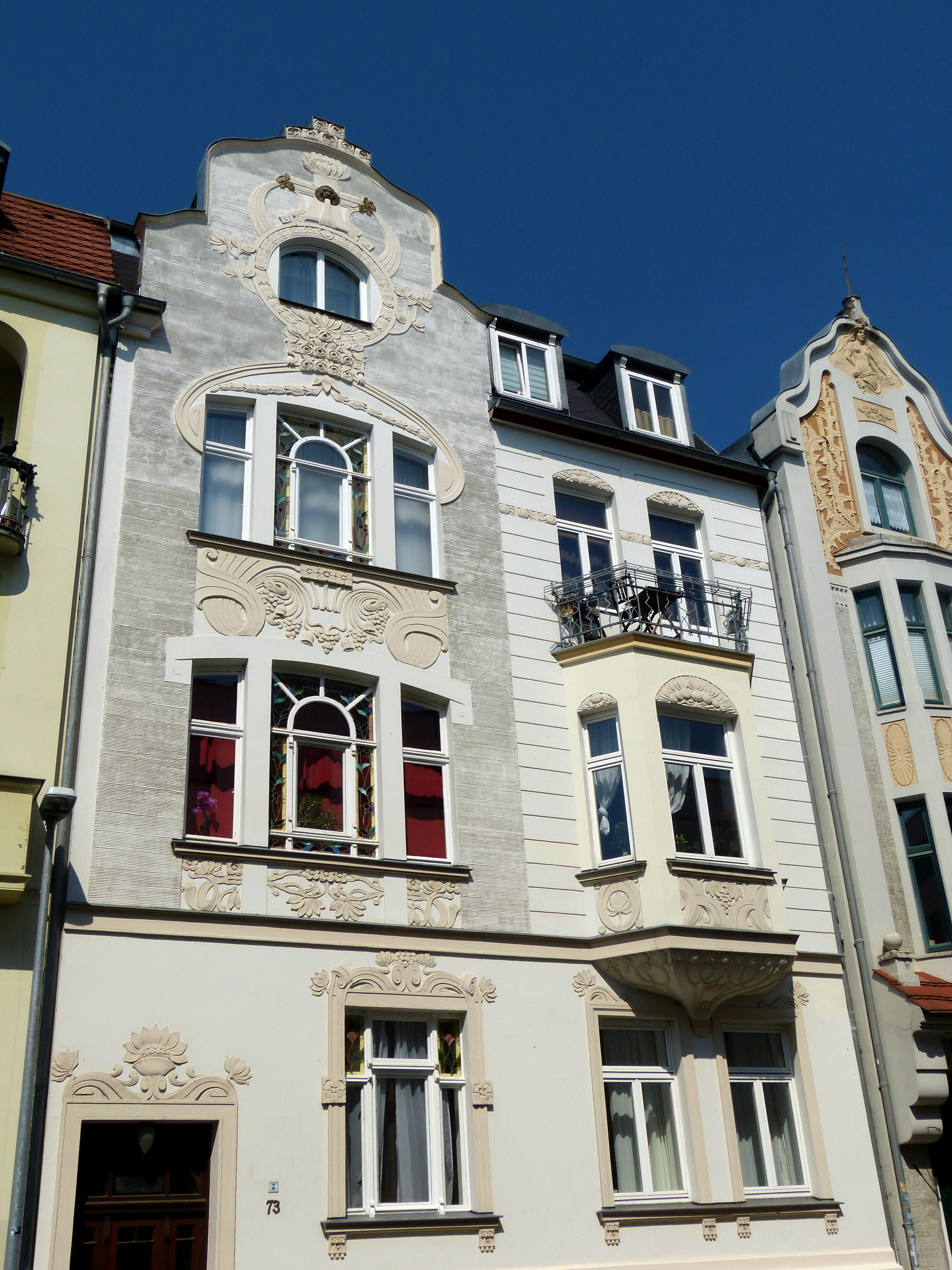
Nr. 73: Jugendstil
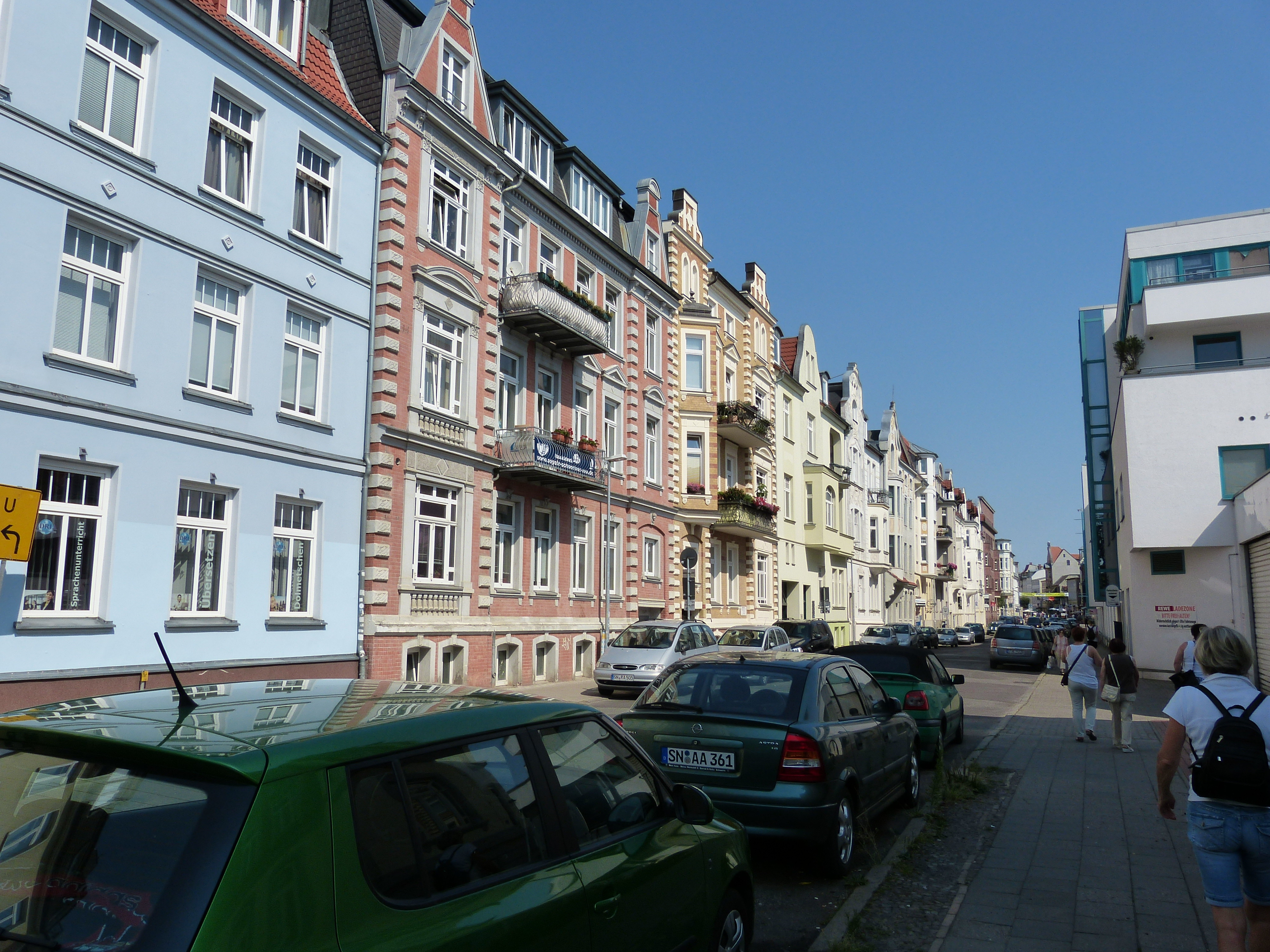
Nordblick ab Nr. 81